# Roy Gelmi
Roy Gelmi (sinh ngày 1 tháng 3 năm 1995) là một cầu thủ bóng đá người Thụy Sĩ thi đấu cho FC Thun.

## Thống kê sự nghiệp
Tính đến trận đấu diễn ra ngày vào ngày 4 tháng 3 năm 2018
| Câu lạc bộ          | Mùa giải            | Giải vô địch                          | Giải vô địch | Giải vô địch | Cúp     | Cúp       | Cúp Liên đoàn | Cúp Liên đoàn | Khác    | Khác      | Tổng cộng | Tổng cộng |
| Câu lạc bộ          | Mùa giải            | Hạng đấu                              | Số trận      | Bàn thắng    | Số trận | Bàn thắng | Số trận       | Bàn thắng     | Số trận | Bàn thắng | Số trận   | Bàn thắng |
| ------------------- | ------------------- | ------------------------------------- | ------------ | ------------ | ------- | --------- | ------------- | ------------- | ------- | --------- | --------- | --------- |
| St. Gallen          | 2014–15             | Giải bóng đá vô địch quốc gia Thụy Sĩ | 4            | 0            | 0       | 0         | —             | —             | —       | —         | 4         | 0         |
| St. Gallen          | 2015–16             | Giải bóng đá vô địch quốc gia Thụy Sĩ | 28           | 1            | 2       | 0         | —             | —             | —       | —         | 30        | 1         |
| St. Gallen          | 2016–17             | Giải bóng đá vô địch quốc gia Thụy Sĩ | 27           | 1            | 2       | 0         | —             | —             | —       | —         | 29        | 1         |
| St. Gallen          | Tổng cộng           | Tổng cộng                             | 59           | 2            | 4       | 0         | 0             | 0             | 0       | 0         | 63        | 2         |
| Thun                | 2017–18             | Giải bóng đá vô địch quốc gia Thụy Sĩ | 21           | 3            | 3       | 0         | —             | —             | —       | —         | 24        | 3         |
| Tổng cộng sự nghiệp | Tổng cộng sự nghiệp | Tổng cộng sự nghiệp                   | 80           | 5            | 7       | 0         | 0             | 0             | 0       | 0         | 87        | 5         |